# Серебринецька сільська рада
| Серебринецька сільська рада — колишній орган місцевого самоврядування у Могилів-Подільському районі Вінницької області з адміністративним центром у с. Серебринці. Сільській раді підпорядковані населені пункти: - с. Серебринці - с. Грабарівка |

## Склад ради
Рада складається з 16 депутатів та голови.

## Керівний склад сільської ради
| ПІБ                             | Основні відомості                                                                             | Дата обрання | Дата звільнення |
| ------------------------------- | --------------------------------------------------------------------------------------------- | ------------ | --------------- |
| Віліжінський Віктор Миколайович | Сільський голова, 1981 року народження, освіта, член Всеукраїнського об'єднання «Батьківщина» | 26.03.2006   | 20.02.2010      |
| Стахов Валерій Володимирович    | Сільський голова, 1951 року народження, освіта, член Партії регіонів                          | 20.06.2010   | 31.10.2010      |
| Стахов Валерій Володимирович    | Сільський голова, 1953 року народження, освіта вища, член Партії регіонів                     | 31.10.2010   |                 |

Примітка: таблиця складена за даними джерела